# جافرينا تيرمي
جافرينا تيرمي، (بيرجاماسك : جافرينا) هي بلدية في مقاطعة بيرغامو في منطقة لومباردي الإيطالية إيطاليا، وتقع على بعد حوالي 70 كيلومتر (43 ميل) شمال شرق ميلانو وحوالي 20 كيلومتر (12 ميل) شمال شرق بيرغامو.
تقع جافرينا تيرمي على حدود البلديات التالية: ألبينو وبيانانو وكاسازا وسيني وسبينون ال لاجو.